# Chrysopa orientalis
Chrysopa orientalis is een insect uit de familie van de gaasvliegen (Chrysopidae), die tot de orde netvleugeligen (Neuroptera) behoort. 
Chrysopa orientalis is voor het eerst wetenschappelijk beschreven door Hagen in 1859.